# Лазер на парах меди

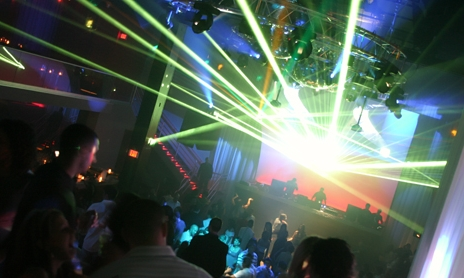
Лазер на парах меди

Лазер на парах меди излучает зеленый свет с длиной волны 510,6 нм и желтый свет с длиной волны 578,2 нм. Ширина импульса обычно составляет от 5 до 60 нс, а пиковая мощность от 50 до 5000 кВт. Частота повторения его импульсов может составлять от 2 до 100 кГц. Средняя мощность ЛПМ может составлять от 25 Вт до более 2 кВт (1,2).
Генерация лазера на парах меди была впервые получена W.T.Walter в 1966 году (3).
В 1971 году А.А. Исаев, М.А. Казарян и Г.Г. Петраш получили впервые генерацию на лазере на парах меди в режиме саморазогрева (4). Это изобретение позволило значительно повысить эффективность лазеров на парах меди и начать их промышленное производство.
Лазеры, использующие чистый металлический пар, полученный из меди, трудно построить из-за чрезвычайно высокой температуры, около 1500 ° C, необходимой для создания такого пара, что серьезно ограничивает материалы для резервуара для удержания пара и зеркал. Галогениды меди, в частности хлорид меди, бромид меди и йодид меди, были заменены, поскольку они образуют пары при гораздо более низких температурах, в диапазоне 300–600 ° C, но работа при таких температурах остается сложной. Пары соединения меди также усложняют сигнал насоса, подаваемый на устройство. Обычно требуются два импульса возбуждения в быстрой последовательности, первый для диссоциации молекул пара, а второй для генерации диссоциированных ионов.
Лазеры на парах меди используются в некоторых областях обработки и лазерной резки. Их также можно использовать в системах разделения изотопов AVLIS (5). В приложении AVLIS медный лазер используется для возбуждения перестраиваемых лазеров на красителях.
Лазер на парах меди осветил художественную экспозицию, исполненную скульптором Dani Karavan на художественном собрании, состоявшемся в Тель-Хай (Израиль) в сентябре 1980 года, а также при открытии Олимпийских игр в Москве в 1980 году. Чередующиеся зеленые и желтые движущиеся лучи контролируются с помощью набора зеркал и хроматических фильтров. Лазеры на парах меди были использованы Pink Floyd в развлекательных целях во время их тура 1994 года в поддержку их альбома The Division Bell.

## Публикации
1. Smilanski I., Levin L.A., Erez G. (1980). Kinetics of population inversion in a copper-vapor laser investigated by a modified hook method. Optics Letters. 5 (3): 93–95.
2. F. J. Duarte (Ed.), High Power Dye Lasers (Springer-Verlag, Berlin,1991) Chapters 1
3. Walter, W.T., Piltch, M., Solimene, N., and Gould, G. (1966) Pulsed-Laser Action in Atomic Copper Vapor, Bulletin American Physical Society 11, 113.
4. Исаев А.А., Казарян М.А., Петраш Г.Г. Эффективный импульсный лазер на парах меди с высокой средней мощностью генерации. Журнал экспериментальной и теоретической физики, 1972, т. 16, № 1, с. 40-42.http://jetpletters.ru/ps/753/article_11698.pdf
5. Bokhan P.A., Buchanov V.V., Fateev N.V., Kalugin M.M., Kazaryan M.A., Prokhorov A.M., Zakrevskii DE. Laser Isotope Separation in Atomic Vapor. Wiley-VCH, 2006: 198 pages